# Попо I фон Рот
Попо I фон Рот (на немски: Poppo I von Rot; * ок. 920; † сл. 960/980) от баварския род Пилгримиди, е граф на река Семпт в Бавария.

## Произход и управление
Той е роднина с род Арибони. Син е на Пилгрим I (* ок. 890; † сл. 950), граф на Семпт и на Мангфал. Брат е на Арибо граф на Семпт († сл. 973), и на Мегинхард I († сл. 987), фогт на Бенедиктбойерс, граф на Мангфал, женен за дъщеря на пфалцграф Арнулф II Баварски († 954).
Около 980 г. граф Попо I сменя с епископството Фрайзинг при епископ Абрахам фон Фрайзинг имоти при Мюнхен срещу чифлик Рот (на Ин).

## Фамилия
Попо I се жени и има децата:
- Попо II фон Рот (* 950, † ок. 1040), граф на река Семпт, женен за Хазага Каринтийска
- дъщеря, омъжена за граф Кадалхох IV фон Изенгау (Арибони)
- Пилгрим III († 24 декември 1039)